# Kristen Roupenian
Kristen Roupenian est une autrice américaine née en 1982, connue pour sa nouvelle « Cat Person » publiée sur The New Yorker en 2017.

## Jeunesse
Née à Plymouth (Massachusetts), elle est l'aînée de trois enfants, sa mère étant infirmière tandis que son père est un médecin d'origine arménienne. Enfant, elle aime les livres d'horreur dont Stephen King, Angela Carter, Mary Gaitskill et Shirley Jackson qui l'inspirent.
Après son diplôme du Barnard College en 2003, elle rejoint les Corps de la paix et part au Kenya. Kristen Roupenian obtient ensuite une maîtrise universitaire en fiction du Helen Zell Writers' Program de l'université du Michigan et un PhD en anglais de l'université Harvard en 2014.
Elle se définit comme queer.

## Carrière
Kristen Roupenian se fait connaître en 2017 avec la publication de sa nouvelle « Cat Person » par le The New Yorker. Avec l'histoire du rendez-vous raté entre Margot et Robbie, Kristen Roupenian s'intéresse au sujet de la « zone grise » du consentement et devient virale sur les réseaux sociaux. Elle est l'œuvre de fiction la plus lue sur le site du New Yorker en 2017. Elle s'est inspirée d'une de ses propres histoires avec une personne rencontrée en ligne pour écrire sa nouvelle. La nouvelle est adaptée au cinéma dans un film du même nom par Susanna Fogel. Le film sort en 2023 au Festival du film de Sundance. 
Peu après[évasif], elle signe avec Scout Press, une succursale de Simon & Schuster, un contrat à sept chiffres pour la publication de deux ouvrages dont le recueil de nouvelles You Know You Want This au printemps. La chaîne HBO achète les droits d'adaptation du recueil et confie l'écriture du scénario à Carly Wray et Lila Byock, les scénaristes de The Leftovers tandis que le studio A24 Films achète les droits pour sa pièce Bodies Bodies Bodies.

## Œuvres
- (en) « Cat Person », The New Yorker,‎ décembre 2017 (lire en ligne)
- (en) You Know You Want This, Londres, Jonathan Cape éditions, 2019, 240 p. (ISBN 978-1-78733-110-5)